# Porphyrophora indica
Porphyrophora indica är en insektsart som först beskrevs av Green 1912.  Porphyrophora indica ingår i släktet Porphyrophora och familjen pärlsköldlöss.
Artens utbredningsområde är Nepal. Inga underarter finns listade i Catalogue of Life.